# Österreichischer Bauherrenpreis 1981
Mit dem Österreichischen Bauherrenpreis der Zentralvereinigung der Architekten Österreichs wurden im Jahr 1981 die folgenden Projekte ausgezeichnet:
| Realisierung                                                                   | Bauherr                                                                                           | Planer                                                     |
| ------------------------------------------------------------------------------ | ------------------------------------------------------------------------------------------------- | ---------------------------------------------------------- |
| Wohnhausanlage ›Wohnen morgen‹ Neumarkt am Wallersee in Neumarkt am Wallersee  | Initiator Bauforschungsprojekt Bundesministerium für Bauten und Technik, Salzburger Siedlungswerk | Engelbert Eder, Kurt Neugebauer, Alfred Pal, Reiner Wieden |
| Wohnhausanlage ›Wohnen morgen‹ Weiglgasse in Wien                              | Gemeinde Wien                                                                                     | Wilhelm Holzbauer                                          |
| Erdefunkstelle Aflenz in Aflenz                                                | Generaldirektion für Post- u. Telegraphenverwaltung mit Generaldirektor H. Übleis                 | Gustav Peichl                                              |
| Landesberufsschule in Feldkirch                                                | Land Vorarlberg                                                                                   | Karl Heinz, Dieter Mathoi, Norbert Schweitzer, Jörg Streli |
| Modell Wohnstraße am Beispiel Wichtelgasse in Wien-Ottakring                   | Magistratsabteilung 18 für Stadtplanung und Stadtgestaltung                                       | Magistratsabteilung 19 – Architektur und Stadtgestaltung   |
| Umbau Sparkasse in Bad Radkersburg                                             | Südsteirische Sparkasse Bad Radkersburg                                                           | Klaus Kada                                                 |
| Z-Zweigstelle Favoriten/Domenig-Haus in Wien mit Denkmalschutz (Listeneintrag) | Zentralsparkasse und Kommerzialbank Wien                                                          | Günther Domenig                                            |

Die Jury bildete Brunbauer, Hollein, und Valle.